# Jules Renkin
Jules Laurent Jean Louis Renkin (Ixelles, 3 de diciembre de 1862 – Bruselas, 15 de julio de 1934) fue un abogado, profesor y político belga. 
Comenzó y terminó su carrera política como diputado por el distrito de Bruselas y ocupó diversos cargos ministeriales, entre ellos el de ministro de Colonias de 1908 a 1918 y el de primer ministro de Bélgica de 1931 a 1932. Como primer ministro, promulgó algunas de las leyes más importantes de la historia lingüística belga.

## Estudios y actividad profesional
Tras doctorarse en Derecho en 1884 por la Universidad Católica de Lovaina, ejerció la abogacía. En 1891 cofundó la revista L'Avenir Sociale - Journal démocratique catholique.

## Carrera política

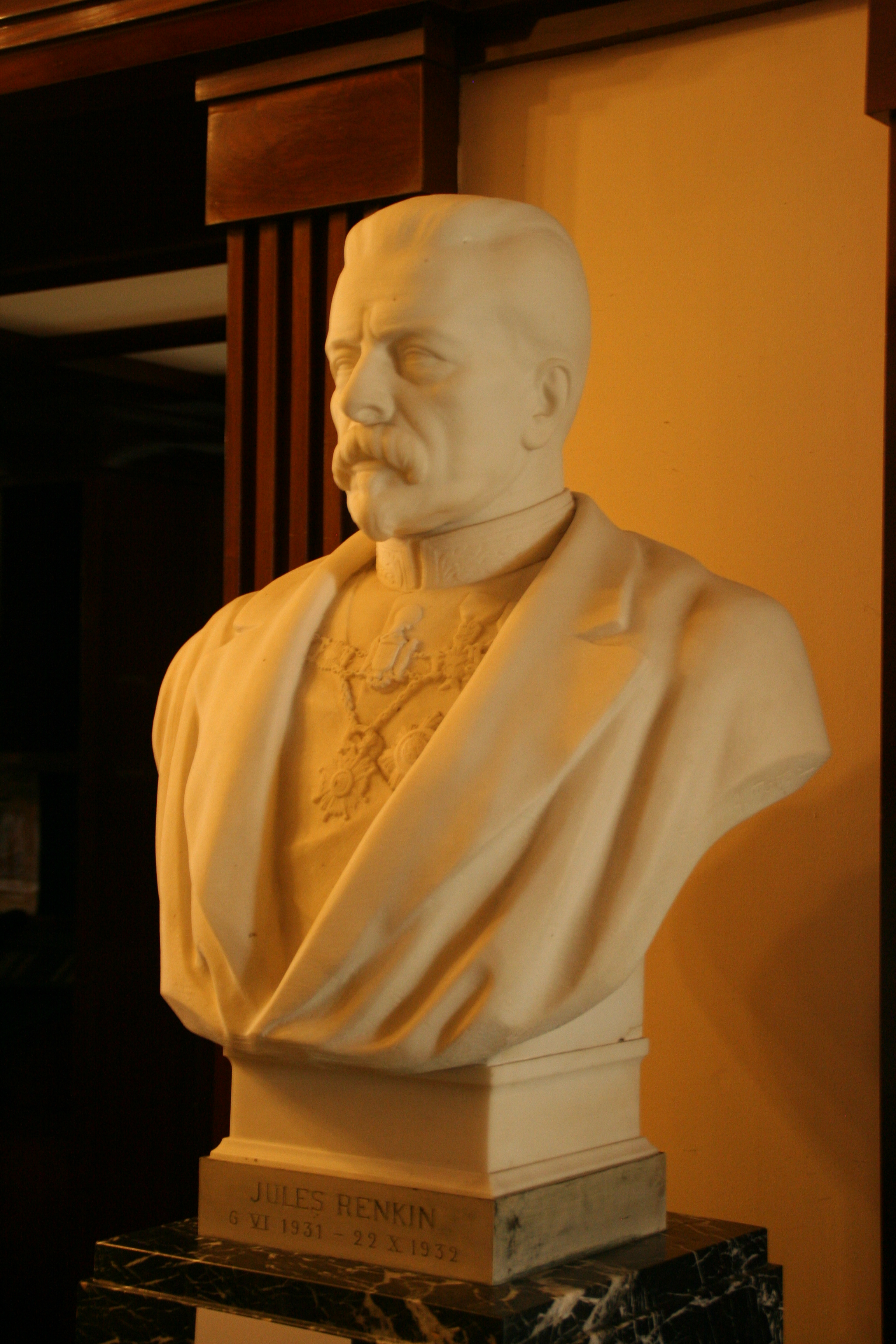
Busto de Jules Renkin en el Palacio de la Nación, en Bruselas

### Diputado
En 1895 fue nombrado miembro del consejo municipal de Ixelles, cargo que ocupó hasta 1907. Desde 1896 hasta su muerte fue diputado en la Cámara de Representantes por el Partido Católico, donde representó los intereses del distrito de Bruselas. En un principio perteneció al ala democristiana del partido y, a lo largo de su vida política, fue adoptando posiciones cada vez más conservadoras (en 1925 se opuso a un gobierno de democristianos y socialistas dirigido por Prosper Poullet).

### Ministro
En 1907, fue nombrado ministro por primera vez por el primer ministro Jules de Trooz y estuvo al frente del Ministerio de Justicia en su gabinete del 2 de mayo de 1907 al 9 de enero de 1908. Posteriormente fue primer ministro para las Colonias en los gobiernos de Frans Schollaert, Charles de Broqueville y Gerhard Cooreman durante más de diez años, del 30 de octubre de 1908 al 21 de noviembre de 1918. En este cargo promulgó varios decretos sobre la administración del Congo Belga durante la Primera Guerra Mundial.
Del 21 de noviembre de 1918 al 2 de diciembre de 1919, fue ministro de Correos, Telégrafos y Ferrocarriles en los gobiernos de Léon Delacroix y Henri Carton de Wiart, y además ministro del Interior de 1919 a 1920. En 1920 se le concedió el título honorífico de "Ministro de Estado".

### Primer ministro (1931-1932)
El 6 de junio de 1931 fue nombrado primer ministro, ministro del Interior y ministro de Salud Pública. Su mandato, que duró hasta el 22 de octubre de 1932, estuvo marcado por cambios legislativos en los ámbitos de la política lingüística, la administración y la educación, así como por la galopante crisis económica. También asumió brevemente el cargo de ministro de Hacienda en su propio gobierno.
En 1932, el gobierno cayó y Renkin perdió la confianza del Rey. Dimitió el 18 de octubre de 1932.

### Últimos años y muerte
En mayo de 1933, Renkin fue elegido presidente de la Unión Católica Belga. Dimitió de ese cargo en mayo de 1934 por enfermedad, tras lo cual Prosper Poullet fue elegido su sucesor un mes después. 
Renkin murió en julio de 1934.

## Publicaciones
- La limitation légale de la journée de travail, Bruselas, 1891.
- Le Mouvement démocratique chrétien, Bruselas, 1894.
- Anvers. Installations maritimes et système défensif, Bruselas, 1905.
- L'étude de la religion et de la politique, Bruselas, 1906.
- La question de l'annexion du Congo, 1908.
- Le gouvernement de Sainte-Adresse, en: The Times, 9 de abril de 1920.
- Le problème des langues en Belgique, 1927.